# Beta Trianguli
Beta Trianguli is de felste ster in het sterrenbeeld Driehoek. De ster is tevens een tweevoudige spectroscopische dubbelster.